# عبد القوي مكاوي
عبد القوي حسن مكاوي وُلد في (كريتر) في مدينة عدن عام 1918 وتلقى تعليمه في عدد من مدارسها، ثم التحق بالعمل في شركة ألبس الفرنسية التجارية (Besse & Co) في مدينة عدن، ثم اختارته الشركة مديرًا لفرعها في إريتريا، فسافر إلى هناك، ومكث مدة، ثم عاد مديرًا لفرع الشركة في مدينة عدن، وفي عام 1946م انتخب عضوًا في المجلس التشريعي، وتعيّن في نفس المجلس عام 1959م، ثم تعيّن نائبًا لرئيس الغرفة التجارية في مدينة عدن عام 1964م.

## رئاسة الوزراء وتشكيل جبهة التحرير
أصبح مكاوي رئيس وزراء عدن من 7 مارس 1965 إلى 25 سبتمبر 1965 خلفا لزين عبده باهارون. ولم تمض فترة ستة أشهر على تعيينه حتى أقالته السلطات البريطانية، واعتبرته مناهضًا لسياستها حيث تم اغتيال السير آرثر تشارلز (Sir Arthur Charles) رئيس المجلس الوطني لدى عودته إلى سيارته بعد لعبة تنس. أعرب مكاوي عن أسفه لكنه رفض إدانة القتل وذكر «أضع كامل المسؤولية عن هذا الوضع المتدهور على بريطانيا». بعد استبعاده توجه إلى المنفى في مصر حيث شكل جبهة تحرير جنوب اليمن المحتل (FLOSY) بدعم من ناصر، وشارك في مفاوضات مع بريطانيا في عامي 1966 و 1967.
في 13 يونيو 1966 وقع انفجار كبير في منزل شخص من أفراد أسرة مكاوي بسبب انفجار قنبلة كان يتم تجميعها منزلياً لتستخدم في المقاومة وتسببت بقتل من كانوا في المنزل. عثرت القوات البريطانية بعدها ان هذه الخبرات قد حصل عليها بعد حضور دورة تعليمية في القاهرة كما عثر على مخبأ كبير للأسلحة ومتفجرات.
في 27 فبراير 1967 قتل 3 من أبناء مكاوي عندما انفجرت قنبلة في المنزل وتم الاشتباه بالجبهة القومية للتحرير الماركسية المذهب لكن بريطانيا من جانبها حملت مسؤلية نسف منزل مكاوي للجبهة القومية، ونتيجة لهذا الإتهام أصدرت الجبهة القومية بيانا انكرت فيه هذه التهم.

## المنفى والوفاة
في 30 نوفمبر 1967 أعلنت الحكومة البريطانية الجنوب العربي دولة مستقلة  وتم اعلان جمهورية اليمن الديمقراطية الشعبية (توحدت مع اليمن الشمالي في 22 مايو 1990 لتشكل مايعرف اليوم ب الجمهورية اليمنية) واستولت على السلطة الجبهة القومية للتحرير العدو المرير لمكاوي. اختار بعدها مكاوي القاهرة منفاً إجبارياً له. بقي بعدها مكاوي في منفاه بالقاهرة وتوفي فيها في 12 أغسطس 1998.
وفي حرب 1994 الأهلية في اليمن إعلن تنظيم الحزب الاشتراكي اليمني الانفصال بجنوب اليمن عن شماله؛ استدعي خلالها مكاوي إلى عدن لتعيينه عضوًا في مجلس الرئاسة الذي أعلن عنه الانفصاليون، غير أنّ الأمور لم تسر وفق ما خطط لها الحزب الاشتراكي وخسر الحرب، وهرب قادة الانفصال إلى خارج اليمن، وبذلك انتهت حركة الانفصال. شارك مكاوي بعدها وهو في القاهرة بتأسيس المجلس الوطني للمعارضة (موج)، وتولى رئاسته حتى مات في 12 أغسطس 1998.

## إنظر أيضاً
- اتحاد الجنوب العربي